# SdKfz 6
SdKfz 6 - Zugkraftwagen 5 t var en tysk halvbandvagn som tillverkades mellan 1934 och 1943 av Büssing-NAG. Den lanserades på den civila marknaden 1934 och antogs av Wehrmacht som dragfordon för artilleriet samma år. Den användes primärt som dragfordon för den lätta fälthaubitsen 10,5 cm leFH 18, som utgjorde majoriteten av divisionernas artilleri. 
| före 1 september 1939 | efter 1 september 1939 | 1940 | 1941 | 1942 | 1943 | 1944 | 1945 | Antal i tjänst 1 mars 1945 |
| --------------------- | ---------------------- | ---- | ---- | ---- | ---- | ---- | ---- | -------------------------- |
| 1 725                 | 100                    | 346  | 365  | 566  | 558  | -    | -    | 757                        |

## Varianter
- SdKfz 6/1 - Zugkraftwagen 5 t mit Artillerie-Aufbau
- SdKfz 6/2 - Selbstfahrlafette 3,7 cm Flak 36 auf Fahrgestell Zugkraftwagen 5 t. Variant med en 3,7 cm Flak 36 luftvärnskanon som primärt användes av luftvärnsförband tillhörande Luftwaffe. Tillverkad i 339 exemplar.[2]